# Paratmethis flavitibialis
Paratmethis flavitibialis är en insektsart som beskrevs av Zheng, Z. och D. He 1996. Paratmethis flavitibialis ingår i släktet Paratmethis och familjen Pamphagidae. Inga underarter finns listade i Catalogue of Life.